# Savage Garden
Севиџ гарден (енгл. Savage Garden) био је аустралијски поп дует. Севиџ гарден је настао тако што се Дерен Хејз (до тада васпитач у обданишту) одазвао на аудицију коју је Данијел Џоунс организовао за избор новог певача за свој састав Ред еџ (енг. Red Edge). Свој албум првенац, назван према имену састава, издали су за Roadshow Music 1997. Само име дуета потиче из Вампирских записа од Ен Рајс, чији је Дерен Хејз био велики фан.
Иако је Хејз писао и продуцирао све песме, Џоунсу је припадала половина славе и новца, што је касније довело до њиховог разлаза и честих поређења са групом Wham!. Поред успеха на домаћем тржишту са песмом "I Want You", песме "Truly Madly Deeply" и (у Европи) "To the Moon and Back" донеле су Севиџ гардену светску славу. Успеха су имали и са другим албумом, Affirmation, на којем је био и њихов највећи хит у Америци, "I Knew I Loved You". Остале су упамћене и "Break Me Shake Me", "Crash and Burn", "Two Beds and a Coffee Machine",...
Севиџ гарден су били део добротворног коцерта Pavarotti and Friends 2000 (Павароти и пријатељи 2000) за децу Камбоџе и Тибета, где су наступили уз Лучана Паваротија, Јуритмикс, састав Аква, Џорџа Мајкла и друге. Певали су и на Олимпијским играма у Сиднеју 2000, а њихове песме се чују у филмовима Музика из друге собе и Друга сестра.
Севиџ гарден су разлаз објавили 2001. након светске турнеје. До 2004, продали су преко 20.000.000 албума и 15.000.000 синглова.
Године 2002. певач Хејз је издао први самостални сингл (баладу) "Insatiable". Његов први самостални албум Spin био је веома успешан у Уједињеном Краљевству и Азији, али се у Америци није продавао тако добро као његова ранија дела. Други самостални албум The Tension And The Spark Хејз је издао крајем 2004. (први сингл, "Pop!ular", је издат 12. јула 2004). Његова песма, "So Beautiful" је део албума Truly Madly Completely: The Best of Savage Garden (који је изашао крајем 2005). 20. јула 2007 је изашао трећи самостални албум "This Delicate Thing We've Made"

## Дискографија

### Албуми
- (1997) #3 САД [7x платинаст], #2 УК, #1 Аустралија
- (1999) #6 САД [3x платинаст], #7 УК, #1 Аустралија

### Синглови
- "I Want You" (1996) #4 САД, #11 UK, #4 Аустралија
- "To the Moon and Back" (1996) #24 САД, #3 UK, #1 Аустралија
- "Truly Madly Deeply" (1997) #1 (2 недеље) САД, #4 УК, #1 Аустралија
- "Break Me Shake Me" (1997) #7 Аустралија
- "Universe" (1997) #26 Аустралија
- "I Want You '98" (1998) #12 УК
- "The Animal Song" (1999) #19 САД, #16 УК, #3 Аустралија
- "I Knew I Loved You" (1999) #1 (4 недеље) САД, #10 УК, #4 Аустралија
- "Affirmation" (2000) #8 УК, #16 Аустралија
- "Crash & Burn" (2000) #24 САД, #14 УК, #16 Аустралија
- "Chained To You" (2000) #21 Аустралија
- "Hold Me" (2000) #16 УК
- "The Best Thing" (2001) #35 УК

### ДВД
- The Video Collection (2000)
- Superstars & Cannonballs - Live on Tour in Australia (2001)